# Haematopinus ludwigi
Haematopinus ludwigi är en insektsart som beskrevs av Weisser 1974. Haematopinus ludwigi ingår i släktet Haematopinus och familjen hovdjurslöss. Inga underarter finns listade i Catalogue of Life.